# Xã Borgholm, Quận Mille Lacs, Minnesota
Xã Borgholm (tiếng Anh: Borgholm Township) là một xã thuộc quận Mille Lacs, tiểu bang Minnesota, Hoa Kỳ. Năm 2010, dân số của xã này là 1.718 người.